# محمود سمير
محمود سمير (27 يناير 1985 القاهرة مصر - ) هو لاعب كرة قدم مصري يلعب كلاعب وسط.

## روابط خارجية
- محمود سمير على موقع قاعدة بيانات كرة القدم.إي يو (الإنجليزية)